# رباعي هيدرو الثيوفين
رباعي هيدرو الثيوفين هو مركب عضوي حلقي غير متجانس مشبع له الصيغة الكيميائية C4H8S.
يتألف المركب بنيوياً من حلقة خماسية حاوية على ذرة كبريت واحدة، وهو الشكل المشبع من ثيوفين، ويرمز له اختصاراً THT.

## التحضير
يحضر رباعي هيدرو الثيوفين من تفاعل رباعي هيدرو الفوران مع كبريتيد الهيدروجين، وذلك بوجود حفاز من أكسيد الألومنيوم (الألومينا).

## الخواص
يوجد رباعي هيدرو الثيوفين في الشروط القياسية على شكل سائل عديم اللون، له رائحة منفرة، وهو ضعيف الامتزاج مع الماء؛ لكنه يمتزج بشكل جيد في الإيثانول وثنائي إيثيل الإيثر والبنزين.
يمكن أن يشكل المركب ربيطة في الكيمياء التناسقية؛ ومثال على ذلك مركب ''كلورو (رباعي هيدرو ثيوفين) الذهب .

## الاستخدامات
يستخدم رباعي هيدرو الثيوفين لرائحته كمادة مصدرة للرائحة في الغاز النفطي المسال، وفي الغاز الطبيعي برفقة مواد عضوية كبريتية أخرى مثل ثالثي بوتيل ثيول.

## اقرأ أيضاً
- ثيوفين
- بنزوثيوفين
- بنزو(c)ثيوفين
- ثيان
- رباعي هيدرو الفوران